# Stephania reticulata
Stephania reticulata är en tvåhjärtbladig växtart som beskrevs av Lewis Leonard Forman. Stephania reticulata ingår i släktet Stephania och familjen Menispermaceae. Inga underarter finns listade i Catalogue of Life.